# Monștrii (colecție de povestiri)
Monștrii este o colecție de povestiri științifico-fantastice umoristice de Robert Sheckley care a apărut în limba română la Editura Nemira, Colecția Nautilus, 1995, traducere de Delia Ivănescu.
Conține povestiri care au apărut în colecțiile Untouched by Human Hands (1954) și Citizen in Space (1955) și anterior în diverse reviste.

## Ediția originalăUntouched by Human Hands
Conține povestirile, listate în ordinea apariției:
1. "The Monsters" (F&SF 1953/3)
2. "Cost of Living" (Galaxy 1952/12)
3. "The Altar" (Fantastic 1953/7&8)
4. "Keep Your Shape" (Galaxy 1953/11; povestire cunoscută și ca "Shape")
5. "The Impacted Man" (Astounding 1952/12)
6. "Untouched by Human Hands" (Galaxy 1953/12; cunoscută și ca "One Man's Poison")
7. "The King's Wishes" (F&SF 1953/7)
8. "Warm" (Galaxy 1953/6)
9. "The Demons" (Fantasy Magazine 1953/3)
10. "Specialist" (Galaxy 1953/5)
11. "Seventh Victim" (Galaxy 1953/4)
12. "Ritual" (Climax 1953; cunoscută și ca "Strange Ritual")
13. "Beside Still Waters" (Amazing 1953/10&11)

## Ediția originalăCitizen in Space
1. "The Mountain Without a Name" (1955)
2. "The Accountant" (F&SF 1954/7)
3. "Hunting Problem" (Galaxy 1955/9)
4. "A Thief in Time" (Galaxy 1954/7)
5. "The Luckiest Man in the World" (Fantastic Universe 1955/2; cunoscută și ca "Fortunate Person")
6. "Hands Off" (Galaxy 1954/4)
7. "Something for Nothing" (Galaxy 1954/6)
8. "A Ticket to Tranai" (Galaxy 1955/10)
9. "The Battle" (If 1954/9)
10. "Skulking Permit" (Galaxy 1954/12)
11. "Citizen in Space" (Playboy 1955/9; cunoscută și ca "Spy Story")
12. "Ask a Foolish Question" (Science Fiction Stories No. 1, 1953)

## Ediția în limba română
Povestirile din volumul publicat de Editura Nemira în Colecția Nautilus sunt:
1. "Monștrii" ("The Monsters")
2. "Forma" ("Shape")
3. "Neatins de mâini omenești" ("Untouched by Human Hands")
4. "Dorințele regelui" ("The King's Wishes")
5. "Demonii"  ("The Demons")
6. "Specialistul"  ("Specialist")
7. "A șaptea victimă"  ("Seventh Victim")
8. "Un hoț în timp" ("A Thief in Time")
9. "Nu atingeți nimic" ("Hands Off")
10. "Ceva pe gratis" ("Something for Nothing")
11. "Un bilet pentru Tranai" ("A Ticket to Tranai")
12. "Permis pentru crimă"  („Skulking Permit”)
13. "Cetățean în spațiu" ("Citizen in Space")